# Ludvík Ignác Müller
Ludvík Ignác Müller (1724 – 1769) byl český, v Olomouci působící malíř a sochař období pozdního baroka. Podílel se mimo jiné na tvorbě monumentálního olomouckého Sloupu Nejsvětější Trojice, jeho autorským počinem byly i nástěnné malby v klášteře františkánů v Opavě.